# Conopodium marianum
Conopodium marianum là một loài thực vật có hoa trong họ Hoa tán. Loài này được Lange mô tả khoa học đầu tiên năm 1878.